# Garypinus dimidiatus
Espèce
Synonymes
- Olpium dimidiatus L. Koch, 1873
- Olpium semivittatum Tömösváry, 1884
- Garypinus dimidiatus kusceri Hadži, 1933

Garypinus dimidiatus est une espèce de pseudoscorpions de la famille des Garypinidae.

## Distribution
Cette espèce se rencontre en Italie, en Croatie, en Grèce, en Turquie, en Syrie, en Israël et à Chypre.

## Publication originale
- L. Koch, 1873 : Uebersichtliche Dartstellung der Europäischen Chernetiden (Pseudoscorpione). Bauer und Raspe, Nürnberg, p. 1-68 (texte intégral).